# Destrnik
Destrnik je naselje in središče istoimenske občine v Slovenskih goricah. Naselje leži na gričih nad Pesniško dolino na nadmorski višini 355m. Ima 192 prebivalcev. Naselje leži v središču občine Destrnik in je demografsko ogoroženo. Najvišji vrh v Destrniku se imenuje Ojstrovec. 

## Zgradbe v naselju
Naselje ima zdravstveni in gasilski dom, prodajalno z živili, prodajalno z gradbenim materialom, cerkev in drugo.  
V letu 2008 so zgradili moderni kulturni dom, ki ima eno veliko in eno majhno dvorano. V tem domu imajo društva svoje pisarne. Trenutno se v Destrniku polaga urejena kanalizacija in optična napeljava. Gradi se tudi nova cesta s pločniki.
Naselje ima 67 stanovanjskih objektov, ki so različno stari. Podoba hiš se je spreminjala skozi leta – opečnate gradnje so zamenjale cimprane. Še vedno pa je ohranjenih nekaj primerkov starih kmečkih hiš z značilno arhitekturo. Naselju poseben pečat daje cerkev, ki s sedanjo podobo kraju, že od leta 1888 predstavlja središče kraja.

## Gospodarstvo
Prebivalstvo se ukvarja s poljedelstvom, živinorejo in predvsem z vinogradništvom.

## Turizem
Turizem Destrnika se iz leta v leto povečuje. Kljub temu, da je Destrnik majhen kraj so na željo prebivalcev ustanovili Turistično društvo Destrnik, katero se zavzema za prireditve in razpoznavnost kraja Destrnik. Turizem se v kraju še razvija, vendar vedno več obiskovalcev se udeležuje tamkajšnjih prireditev.
Društvo je bilo ustanovljeno leta 1966, sedaj pa šteje že kar 110 članov društva.
V Destrniku si lahko ogledamo različne znamenitosti, kot so:
- Cerkev sv. Urbana (pozen barok),
- kapelice (križa in znamenja),
- spominsko obeležje vsem padlim v vojnah in
- Škarjakov muzej, v katerem je na ogled črna kuhinja, kmečka soba in stara kmečka orodja.

Pripravljajo tudi tradicionalne praznike »Kmečki praznik« kjer obiskovalcem predstavijo tradicionalne navade in opravila, »Blagoslov konjev« in »Martinovanje«.
V prihodnosti načrtujejo izgradnjo zdravilišča, saj je v okolici topli izvir vode. V okolici se nahaja nekaj kmečkih turizmov, najbolj poznan je kmečki turizem pri Lovrecu.
Pripravljajo tudi razstavo »Mickine rože«, gre za ročno izdelavo povoščenih majhnih rožic.
V kraju Destrnik za zabavo in razvoj turizma skrbijo tudi sekcije: 
- Rekreativno-športna sekcija, ki organizira rekreativno kolesarjenje in hojo po peš poteh;
- Ljudske pevke Urbačanke s frajtonarjem (pojejo pesmi iz njihovih krajev, katere so se ohranile skozi čas;
- Sekcija Kurenti (šteje 30 članov, udeležujejo se pustnih povork v različnih krajih po Sloveniji in tudi v zamejstvu);
- Ansambel Dinamika (največ nastopajo po Sloveniji in tudi Avstriji in Nemčiji. S svojimi skladbami sodelujejo na vseh pomembnejših festivalih v Sloveniji in drugod (Ptujski festival, Števerjanski festival v Italiji).

Destrnik ima tudi Kulturni dom, ki ga lahko vzamete v najem, nahaja se v centru občine Destrnik. Primeren je za gledališke igre, koncerte, proslave, seminarje, predavanja, tečaje. Poleg teh prostorov vam nudijo še osnovne, sanitarije, garderobe in zaodrje.

## Društva
- Društvo mladih Destrnik je eno izmed mnogih društev v Destrniku.

Leta 2003 se je skupina mladih, kreativnih ljudi na čelu z M.P. odločila, da ustanovi društvo, ki bo mladim pomagalo pri realizaciji lastnih in skupinskih se idej v Destrniku. Društvo je začelo delovati 19.02.2003, tega dneva so namreč dobili od Upravne enote Ptuj sklep o delovanju društva. Trenutno društvo šteje okrog 80 članov.
DMD organizira različne projekte na športnem, kulturnem, družabnem in humanitarnem področju. V zadnjih letih so organizirali tabore, izlete v Gardaland, okrogle mize, računalniško izobraževanje in druženje ob igranju online iger, filmske večere in drugo. Največ poudarka pa namenijo športnim dejvnostim in projektom. Skozi leto izvedejo več športnih tekmovanj v nogometu, košarki in dobojki. Projekte izvajajo tudi v sodelovanju z drugimi društvi, v zadnjih dveh letih pa največ sodelujejo s KMDO - Klub mladih občine Dornava.
- Destrnik ima tudi svoje Prostovoljno gasilsko društvo.

PGD Destrnik je bilo ustanovljeno 24.Januarja 1969. Trenutno društvo šteje 104 člane, gasilski dom in tri intervencijska vozila. Glavna naloga društva je zagotavljanje požarne varnosti, zraven tega pa člani poprimejo še po drugih nalogah: Pregled hidrantnega omrežja, preusmeritve prometa in redarstvo ob raznih dogodkih, Izdelava presmeca katerega vsako leto pred velikonočnimi prazniki postavijo ob Cerkvi Sv. Urbana,...